# Věčný příběh
Věčný příběh, anglicky: Ever After alternativně Ever After: A Cinderella Story, je americký romantický pohádkově laděný hraný film z roku 1998 režiséra Andyho Tennanta s Drew Barrymoreovou v hlavní roli.
Jde vlastně o velmi netradičně pojatou pohádku O Popelce bratří Grimmů, kteří ve filmu také vystupují, Popelka je filmu také několikrát zmiňována (v tomto pojetí jde ale o jakousi pejorativní přezdívku). Příběh je zasazen jakoby někam na konec středověku do doby, kdy žil renesanční malíř Leonardo da Vinci, který ve filmu také vystupuje jako princův i Danielin rádce a přítel. Oproti tradičnímu pojetí Popelky zde není přítomno vůbec žádné nadpřirozeno, vše se odehrává jakoby v reálném prostředí.
Hlavní děj vypráví o chudé dívce Daniele de Barbarac, která nikdy nepoznala svoji matku a jejíž otec se podruhé oženil s macechou baronkou Rodmillou z Ghentu. Macecha měla své dvě nevlastní sestry, otec krátce po svatbě zemřel, v době kdy bylo Daniele 8 let. Daniela pak své maceše a svým dvěma nevlastním sestrám dělá ve svém rodném domě služku. Shodou náhodných okolností se ale Daniela na louce u lesa náhodně setká s korunním princem Jindřichem, synem francouzského krále Františka, kterého nejprve pokládá za zloděje, neboť princ si bez jejich dovolení půjčil jejich koně. Jde o osudové setkání, které po několika dalších setkáních nakonec přeroste ve vzájemnou náklonnost a posléze i v lásku. Do cesty se Daniele staví zejména její zlá macecha, která se snaží intrikami, ústrky a ponižováním, aby se královnou stala Danielina nevlastní sestra. Daniela je nakonec macechou v princových očích zostuzena a prodána staršímu bohatému šlechtici, který touží po mladé atraktivní manželce.
Daniela se nakonec dokáže vysvobodit sama, ale princ ji právě jede vysvobodit, oba se setkají před šlechticovým zámkem. Macecha i zlá nevlastní sestra je nakonec po právu potrestána a Daniela se stane princovou ženou, francouzskou princeznou.

## Tvůrčí štáb
- Režie: Andy Tennant
- Scénář: Susannah Grant, Andy Tennant
- Kamera: Andrew Dunn
- Hudba: George Fenton

## Hrají
| Drew Barrymore  | Daniele de Barbarac |
| Anjelica Huston | Rodmilla de Ghent   |
| Dougray Scott   | princ Jindřich      |
| Melanie Lynskey | Jacqueline de Ghent |
| Judy Parfitt    | královna Marie      |
| Jeroen Krabbé   | Auguste de Barbarac |
| Toby Jones      | páže                |
| Matyelok Gibbs  | Louise              |
| Walter Sparrow  | Maurice             |
| Jeanne Moreau   | Grande Dame         |
| Timothy West    | král František      |
| Richard O'Brien | Pierre Le Pieu      |
| Lee Ingleby     | Gustave             |
| Megan Dodds     | Marguerite de Ghent |